# 522 (авион)
522 (авион) је југословенски војни школски једномоторни нискокрилни клипни авион двосед са дуплим командама за напредну, прелазну, тренажну и борбену обуку, модерних аеродинамичких линија, металне конструкције, са увлачећим стајним трапом, фиксним репним точком и затвореном кабином, који се први производио у фабрици авиона Соко у Мостару од 1957. до 1961. године, по пројекту инжењера Ивана Шоштарића, Станка Марјановића, Стеве Ћурића и Мирка Дабиновића, односно исти пројектни биро који је радио и Утву 213. Авион 213 је репројектован у 512. Први два прототипа 522 су израђена у фабрици Икарус у Земуну априла 1955. године, а након испитивања серијска производња је остварена у новосаграђеној фабрици у Мостару где су прослеђене машине и алат. Ово је био први серијски авион фабрике Соко. Први пробни лет је изведен 19. јуна 1955. године, а увођење у служби прве „нулте серије” је започело 1958. године чиме је уједно и отпочела постепена замена Утве 212 и 213. којима су због дрвене конструкције брзо дотрајали ресурси и који су до тада били основни клипни авиони за прелазну школску обуку и тренаж у саставу ЈРВ. Укупно је произведено 112 примерка. Највећи број авиона 522 био је смештен у Ваздухопловној војној академији у Задру, а у саставу РВ и ПВО ЈНА се задражао све до 1977. године. Погонску групу чинио је клипни звездасти мотор, с ваздушним хлађењем, Прат енд Витни Р1340 (енг: Pratt Whitney R-1340 AN-1), који је набављен из војне помоћи САД. Соко 522 је био наоружан са два митраљеза Колт бровнинг M-3 12,7 mm (.50") и носачима бомби и ракета.

## Карактеристике

### Опште
Пројекат је урадио исти пројектни биро, који је пројектовао и 213, у саставу:
- дипл. инж. Иван Шоштарић,
- дипл. инж. Стево Ћурић,
- дипл. инж. Станко Марјановић и
- дипл. инж. Мирко Дабиновић

После пресељења, из Земуна у Мостар, фабрике авиона „Икарус“ и после њене трансформаце у фабрику авиона „Соко“, први јој је производни програм био авион 522. Пре тога производног програма, фабрика авиона се, на новој локацији, с новим именом, с проширеним кадровским и производним капацитетима, уходавала на пословима ремонта борбених авиона с млазним мотором, првих код нас, F-84G Тандерџет.
Авион 522 је авион са једним клипним мотором с елисом, двосед, металне конструкције, нискокрилац, с увлачећим главним стајним трапом и неувлачећим репним точком. Крило је потпуно исте геометрије као и код 213. Кабински поклопци су грађени из једне, лучно обликоване, целине од плексигаса. Предњи део трупа је репројектован, у дносу на 213, пошто је подешен за уградњу звездастог мотора с ваздушним хлађењем. Употребљен је мотор, из војне помоћи САД, Pratt Whitney R-1340 AN-1, снаге 600 КС (442 kW), с девет цилиндара.
Овај мотор је коришћен на познатом америчком авиону Harward-u. Конструкторима 522 је овај авион био узор при интеграцији мотора. Авион 522 му је много личио и по летним карактеристикама, с тим што је био повољнији од њега у полетању и слетању. Harward је због великог жироскопског момента елисе и ротирајућих делова мотора, бежао при полетању и слетању у једну страну. На 522 је то разрешено фиксирањем репног точка, у средњем положају (у равни симетрије), при полетању и слетању.
Авион 522 је намењен за прелазно школовање и обуку пилота. После почетног школовања пилота на Аеро-3, настављано је на 522 а затим на борбеним авионима С-49Ц и F-47D. Поред школовања активних војних пилота, на авиону 522 су школоване многе генерације резервних официра, пилота. Уведен је у оперативну употребу 1954. године и дуго је остао у ЈРВ. Касније је предат на употребу Ваздухопловном савезу Југославије, где је био у употреби у разним наменама. Посебно је запажено његово коришћење у снимању ратних филмова. Веродостојно је, с одговарајућим ознакама, представљао немачког ловца из Другог светског рата Фоке Вулф Fw-190. Толико је био убедљив, сниман на дистанци, да су чешки ваздухопловни историчари тражили званичну информацију о пореклу и начину његове набавке. Још увек лети неколико примерака авиона 522 у приватним аеро-клубовима у Србији и у old star мисијама у САД (слика, 522 над пејзажом САД, накнадно ће бити постављена)
Прототипски развој, дефиниција серијског стандарда и индустријализација производње авиона 522 су прошли кроз фазе „дечјих болести“. При пројектовању облоге мотора, конструктори су некритички одступили од решења на Harward-u у детаљима инјекторског одвода ваздуха за хлађење мотора. Последице су биле повећана бука, вибрације и слабије хлађење мотора. Предузета су опсежна развојна испитивања у лету у Ваздухопловноопитном центру и уз ангажовање стручних служби Ваздухопловнотехничког института, проблем је разрешен и са спроведеним модификацијама је дефинисан серијски стандард авиона.

### Перформансе
- Максимална брзина: у хоризонталном лету на нивоу мора 330 km/h, у обрушавању 440
- Долет: 665
- Оперативни плафон: 5.070
- Брзина уздизања: највећа 6.1 m/s, пењање до 5.070 m, за 31,3 минута
- Дужина полетне стазе, најмања: 384
- Дужина слетне стазе, најмања: 589
- Останак у ваздуху: највише 2 часа и 46 минута

### Наоружање
- 2 митраљеза Colt-Browning, калибра 12,7 mm, у крилима, са 2x150 метака
- 2 бомбе од 50 kg или 4 бомбе од по 25
- 2 ракете HVAR од 127 mm (5 инча) или 2 SKVAR од 57 mm (2.25 инча)

### Опрема
- Радио-станица АН-АРЦ-3, ВКТ
- Радио-компас АН-АРН-6 за навигацију

### Експлоатација
Ремонтни заводи ЈРВ су били обучени за прегледе и оправке авиона 522 и његовог мотора, у свим нивоима. Већих проблема није било са отказима и неисправностима. С елисама то није био случај. Многе од њих су биле употребљаване у рату и после поправке враћане у резевне стокове. Проблем је што су у рату амерички авиони са њима принудно слетали с увученим стајним трапом, то обавезно доводи до савијања кракова елисе. У ратним условима је њихова оправка рађена с исправљањем на хладно. То је доводило до замора материјала и смањења отпорности на оптерећења. Таквим елисама су се ломили кракови у лету. Било је више случајева таквих удеса и катастрофа у школском центру у Задру. Стручне службе, за ваздухопловне материјале, Ваздухопловнотехничког института су разрешиле тај проблем. С разрађеним методама мерења су идентификована та места на елисама, а затим је извршена њихова оправка, методом топлотног отпуштања материјала.